# Konkoly család
Konkoly család Komárom vármegyei eredetű család, mely nevét Konkoly pusztáról (Ógyalla része) vette. Állítólag a Koppán nemzetségből származtak.
Nagy Iván közlése szerint a családi hagyomány úgy tartotta, hogy a család első ismert őse Máté (de terra Konkol), amikor a mongolok Komáromnál a királyi sereget megverték, újra felvette velük a harcot s a király kincseit és a Szent Koronát a tatárok kezéből kimentette. Ezen érdemeiért 1242-ben IV. Béla király királyi tárnokká nevezte ki, s nemesi címere fölé koronát és egy fehér rózsát kapott.
Konkol Barnabás fia András ispán 1306-ban eladta örökölt Konkolyi birtokát sógorának Hindy Tamásnak, testvérének Pardannak fia Pál ispán beleegyezésével. 1327-ben Hindy Tamás özvegye Konkoly Erzsébet fiaival Hindy Péterrel és Benedekkel, leányaival Hindy Klárával és Sebével a vett Konkolyi birtokot Magyar Pál gímesi várnagynak 33 márkáért örökösen eladták. Magyar Pál királyi adományt kért a birtokra, azonban a birtokbaiktatásnál Konkol Andrásnak fia Miklós, és Pardannak Pál fiától való unokája István 1328-ban ellentmondtak. Az indított per eredmény nélkül maradt, de végül a felek megegyeztek. Magyar Pált 1328-ban Károly Róbert király megerősítette e birtokában. 1352-ben azonban Magyar Pál Konkolt és Merche helységet 100 márkáért Hindy Tamás fiának Benedeknek örökösen eladta. Konkoly a Hindyektől ismét a Konkoly családhoz került, mivel Miklósnak fia János 1471-ben Konkoly és Merche helységekre Mátyás királytól megerősitő adományt kapott. 
1485-ben a marczelházi Posár család részére a Komárom vármegyei Marcelháza, Madar helységekbe, illetve Path és Gyarmat pusztákba való beiktatákor Konkoly Albert volt az egyik királyi ember.
Konkoly János 1666. július 20-án Bécsen I. Lipót magyar királytól címeres nemeslevelet kapott. Leány ágon a 17. században a Tajnay és Ordódy családdal is rokonságba kerültek. Tajnay oldalról báró Szluha Ferenc felesége 1728-ban már a gyallai birtokra adománylevelet kapott, minek Konkoly István ellentmondott, majd visszakozott.
1697-ben Konkoly László, Mihály, és István pert kezdtek Császár Imréné Konkoly Zsuzsánna ellen, mivel Gyalla és Aba puszták birtoklásából ki akarták rekeszteni a leányágat.
A 17. században Konkoly Péter Komárom vármegyéből Nagyszelezsényre költözött.
Konkoly Thege Miklós hajóútjának fényképalbuma a Duna Menti Múzeum gyűjteményében található. 2021-ben a család levéltárát a Magyar Nemzeti Levéltárnak adományozták.
Konkoly-Thege László alispán által használt címerben a pajzsban hármashalomból kinövő egyszarvú kardot tart, sisakdíszben növekvőn. Denis Pongrácz Konkoly Péter 1635-ben használt eltérő címeres pecsétjét közli.

## Neves családtagok

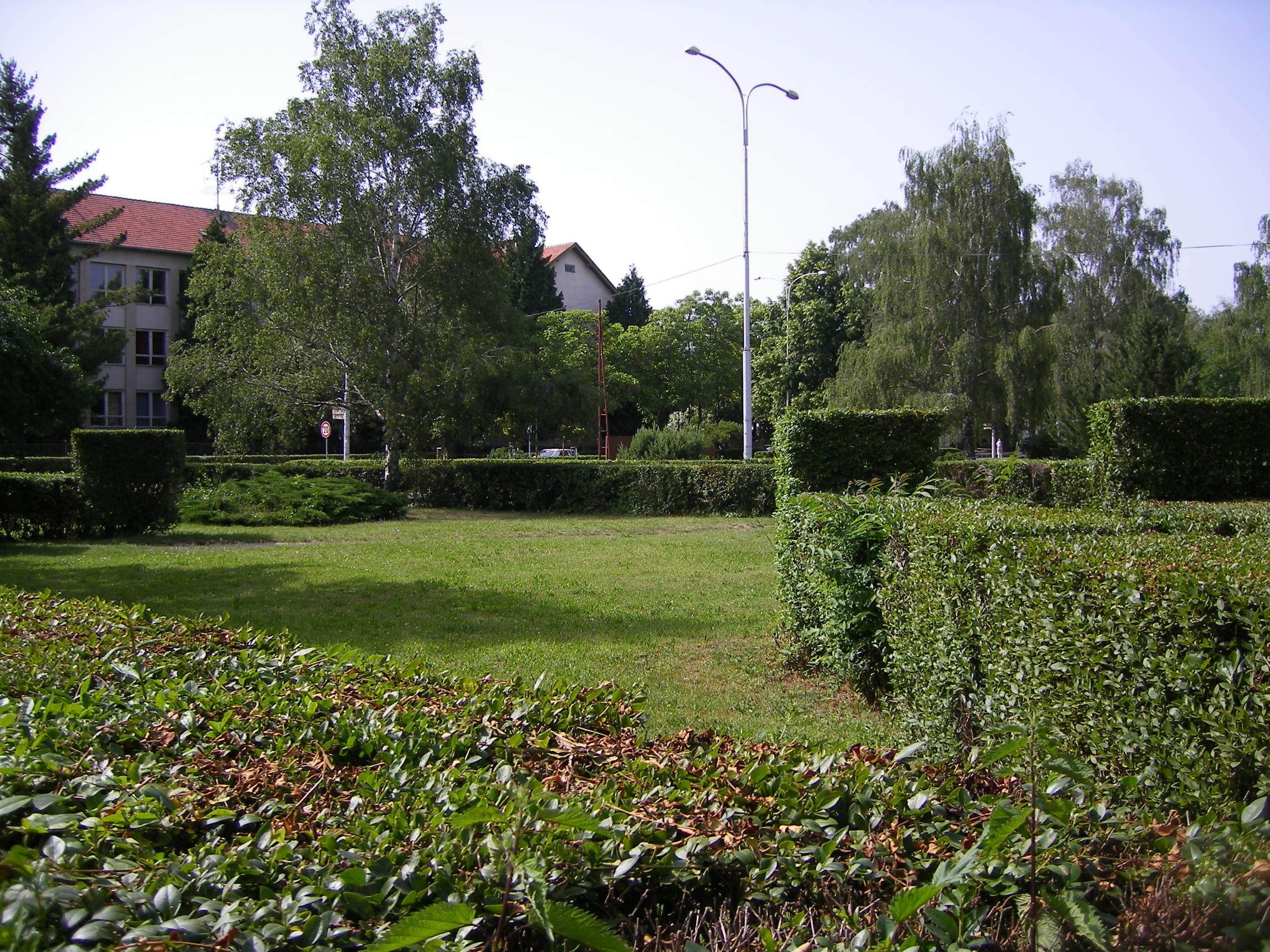
A Konkoly-Thege tér Ógyallán
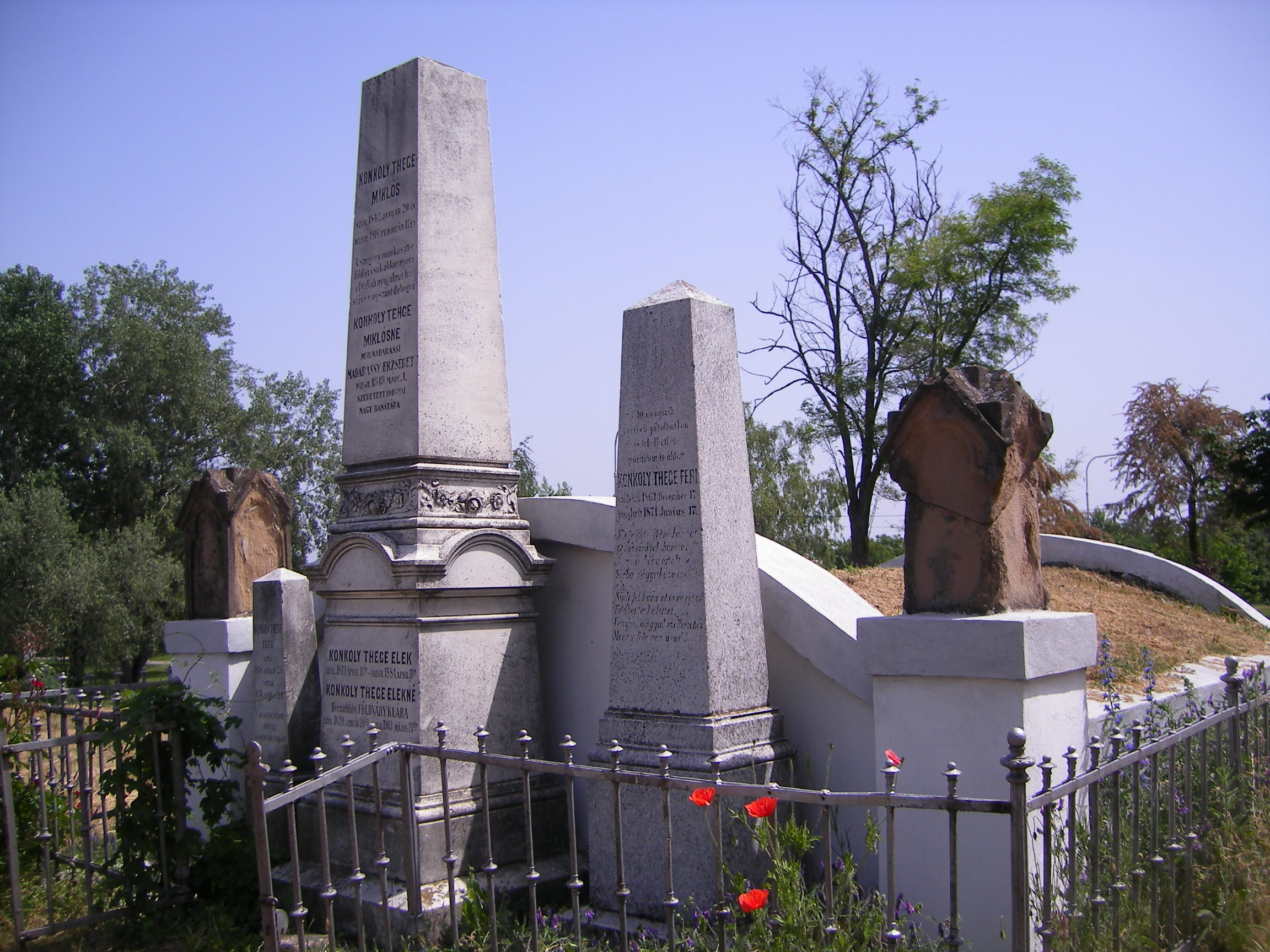
A Konkoly-Thege család síremléke
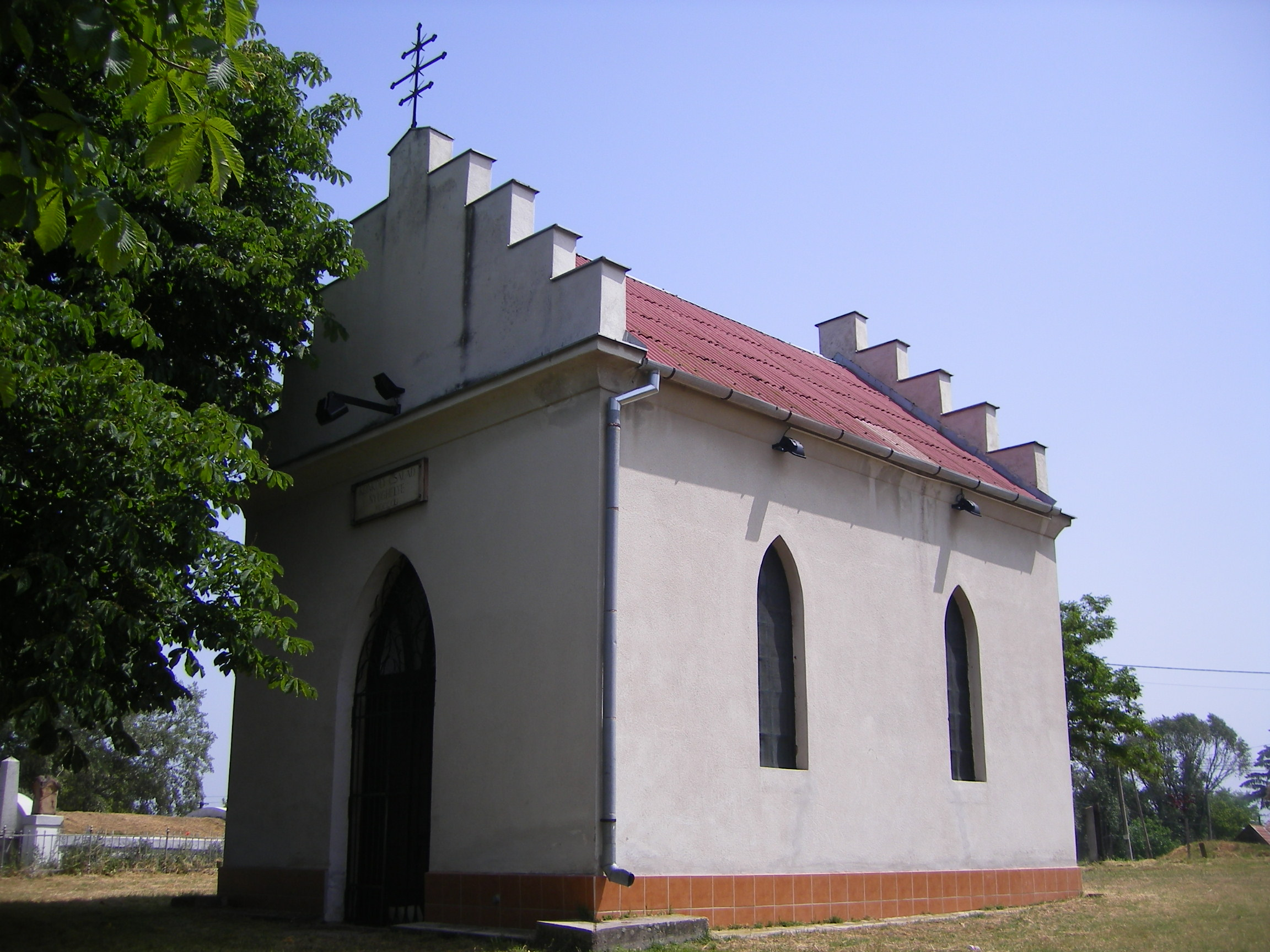
Konkoly-Thege kápolna
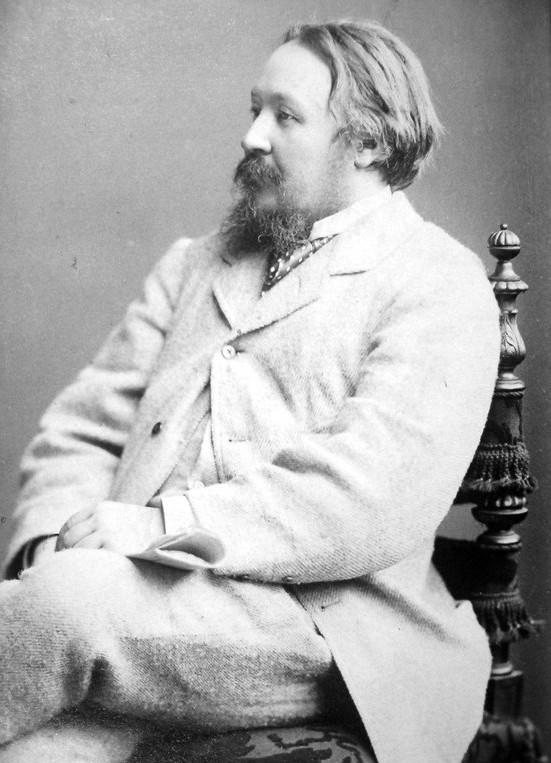
Konkoly Thege Miklós
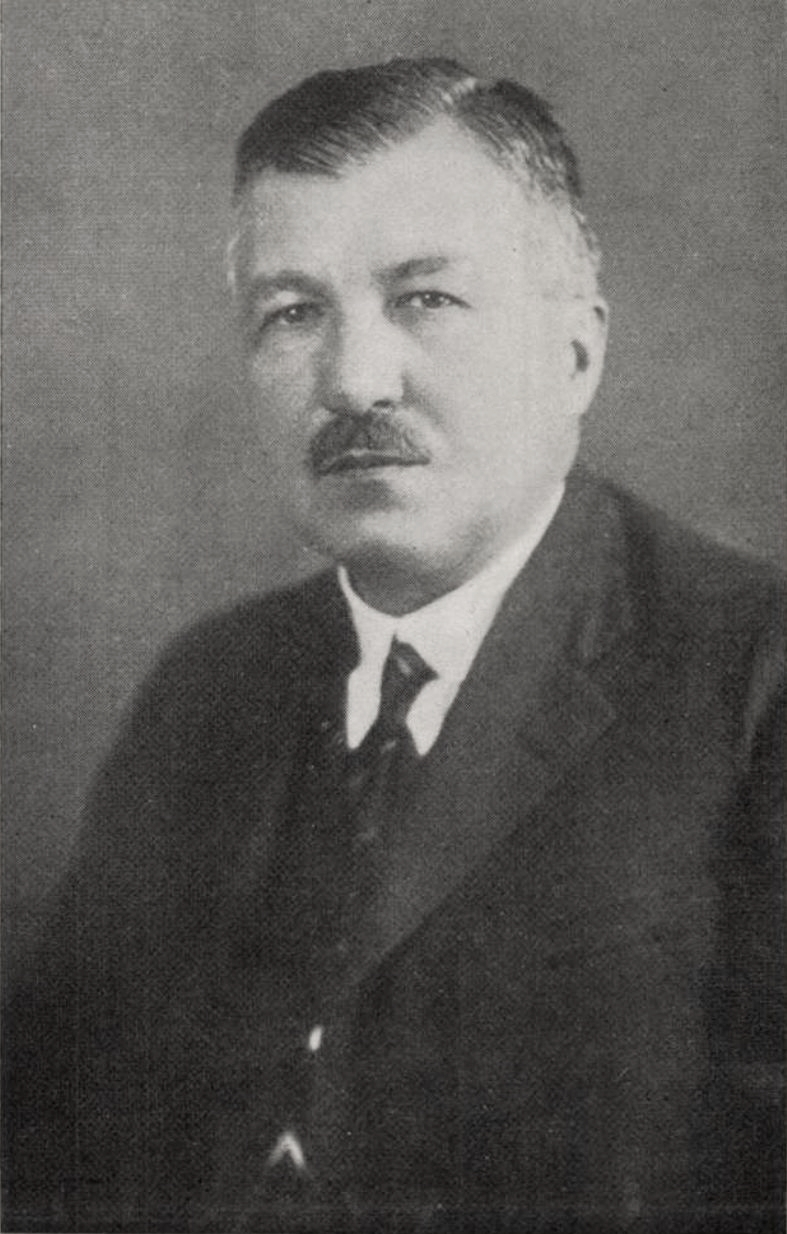
Konkoly-Thege Gyula

- Konkoly Pál 1577-ben Trencsén szabad királyi város birája.
- Konkoly László (17-18. század) plébános[9]
- Konkoly Balázs 1839-ben Komárom vármegye szolgabirója.
- Konkoly Lajos 1839-ben Sopron vármegye főszolgabirója.
- Konkolyi Károly 1846-ban magyar királyi testőr.
- Konkoly János 1846-ban a 33-ik számú magyar gyalogezredben hadnagy.
- Konkoly Thege Miklós (1842-1916) csillagász, meteorológus, az MTA tagja, zeneszerző, országgyűlési képviselő.
- Konkoly-Thege Gyula (1876-1942) magyar agrárstatisztikus, az MTA levelező tagja
- Konkoly-Thege Kálmán (1880-1971) magyar honvéd huszárezredes, országgyűlési képviselő.
- Konkoly-Thege Sándor (1888-1969) magyar gazdász-állattenyésztő, egyetemi tanár.
- Konkoly-Thege Aladár (1919-1996) orvos, író.
- Konkoly-Thege György (1957) világutazó fotós, közgazdász, újságíró.